# 切希夫
49°4′18″N 25°11′53″E / 49.07167°N 25.19806°E
切希夫（烏克蘭語：Чехів）是位於烏克蘭西部特諾皮爾州裏喬爾特基夫區的村莊，始建於1454年，面積2.1平方公里，2001年人口324，人口密度每平方公里154.1人。